# نورتگیت (اوهایو)
نورتگیت (به انگلیسی: Northgate) یک منطقهٔ مسکونی در ایالات متحده آمریکا است که در شهرستان همیلتون، اوهایو واقع شده‌است. نورتگیت ۶٫۶ کیلومتر مربع مساحت و ۷٬۳۷۷ نفر جمعیت دارد و ۲۶۹ متر بالاتر از سطح دریا واقع شده‌است.